# Triepeolus cyclurus
Triepeolus cyclurus là một loài Hymenoptera trong họ Apidae. Loài này được Cockerell mô tả khoa học năm 1923.